# Max Ascoli
Max Ascoli (Ferrara, 25 giugno 1898 – New York, 1º gennaio 1978) è stato un politologo italiano naturalizzato statunitense. Professore di diritto a Roma e Cagliari, nel 1931 emigrò negli Stati Uniti per le proprie convinzioni antifasciste. Ripreso l'insegnamento, fondò la rivista The Reporter nel 1949 e ne fu direttore sino al 1968.

## Biografia
Max Ascoli nacque nel 1898 in una famiglia ebrea ferrarese, figlio di Enrico Ascoli, un commerciante di carbone e legnami, e Adriana Finzi.
Nel 1920 si laurea in giurisprudenza presso l'Università di Ferrara. Pubblica i suoi primi studi dedicati ad un'analisi del pensiero del socialista francese Georges Sorel e del filosofo italiano Benedetto Croce. Nel 1928 si laurea in filosofia presso l'Università di Roma.
Ottiene nello stesso anno la cattedra di filosofia del diritto presso l'Università di Roma, ma è arrestato per le sue posizioni antifasciste. Nel 1929 accetta un incarico presso l'Università di Cagliari in Sardegna, ma è solo una scelta temporanea. Nel 1931, ottenuta una borsa di studio della Fondazione Rockefeller, si trasferisce negli Stati Uniti, ottenendone la cittadinanza nel 1939.
Per molti anni, Ascoli insegna scienze politiche a New York presso la New School for Social Research, divenendo anche preside della Scuola di Dottorato, dal 1939 al 1941. Ascoli assurge a notorietà negli anni trenta come una delle figure di maggior rilievo dell'antifascismo italiano negli Stati Uniti; con Gaetano Salvemini fonda nel 1939 la Mazzini Society che negli anni della seconda guerra mondiale raggrupperà i fuoriusciti italiani di tendenza liberale e repubblicana che si oppongono al regime fascista.
Lasciata la New School nel 1947, Ascoli lavora due anni come consulente di Nelson Rockefeller, allora Coordinator of Inter-American Affairs.
Nel 1949 fonda, assieme a James Reston, la rivista bisettimanale The Reporter, che per due decenni (dal 1949 al 1968) sarà una voce di punta del liberalismo americano con una circolazione di oltre 200 000 copie a numero. L'elenco dei collaboratori include: Dean Acheson, James Baldwin, McGeorge Bundy, Isaac Deutscher, Theodore Draper, John Kenneth Galbraith, Gertrude Himmelfarb, Irving Howe, Henry Kissinger, Irving Kristol, Boris Pasternak, Eugene V. Rostow, Arthur Schlesinger Jr., Peter Viereck, ed Edmund Wilson.
Ascoli muore nel 1978, dopo una lunga malattia, nella sua casa di Manhattan.
Le sue carte sono conservate negli archivi della Boston University e della University of Minnesota.

## Opere di Max Ascoli
- Le vie della Croce (Bologna, 1924)
- Intorno alla concezione del diritto nel sistema di benedetto Croce (Roma, 1925)
- Saggi Vichiani (Roma, 1928)
- La interpretazione delle leggi: saggio di filosofia del diritto (Roma, 1928)
- La giustizia: saggio di filosofia del diritto (Padova, 1930)
- Intelligence in Politics (New York, 1936)
- Fascism: Who Benefits? (New York, 1939)
- War Aims and America's Aims (New York, 1941)
- The Power of Freedom (New York, 1949)
- Ernesto Buonaiuti (Napoli, 1975)